# IC 4912
IC 4912 — галактика типу Sc (компактна спіральна галактика) у сузір'ї Октант.
Цей об'єкт міститься в оригінальній редакції індексного каталогу.